# Attosekundenlaser
Als Attosekundenlaser (Atto entspricht 10−18) bezeichnet man eine kohärente Lichtquelle (Laser), die Lichtpulse mit einer Dauer von weniger als einer Femtosekunde (10−15 s) emittiert.
Da für sichtbares Licht schon eine einzige Schwingung des elektrischen Feldes etwas mehr als eine Femtosekunde dauert, lassen sich kürzere Dauern nur im ultravioletten oder Röntgen-Anteil des elektromagnetischen Spektrums erzeugen.
Die Attosekundenstrahlung entsteht, wenn ein Puls aus einem Femtosekundenlaser mit einem geeignet gewählten Material wechselwirkt. Dabei können Elektronen freigesetzt und durch das elektrische Feld des Femtosekundenpulses beschleunigt werden. Sobald sich das elektrische Feld umkehrt, werden die Elektronen zu ihrem Atom zurückgetrieben, wo sie unter Aussenden eines hochenergetischen Photons rekombinieren können. Die Frequenz des ausgestrahlten Lichts ist dabei ein Vielfaches der Trägerfrequenz des Femtosekundenlasers. Dieser Prozess wird daher auch als Erzeugung hoher Harmonischer bezeichnet und ist wesentlich für die Attosekundenphysik.
Die Effizienz des Prozesses und das genaue Spektrum des entstehenden Lichts hängen empfindlich von der Form des Wellenpaketes ab, insbesondere von der Träger-Einhüllenden-Phase.
Die Kohärenz der entstehenden Strahlung, die zu der (leicht irreführenden) Bezeichnung Attosekundenlaser führt, ist eine Folge der perfekten Synchronisation mit dem ursprünglichen Femtosekunden-Lichtfeld.
Von praktischen Anwendungen sind derartige Attosekundenlaser aufgrund der geringen erreichbaren Strahlungsintensität noch weit entfernt, als Alternativen bieten sich Synchrotronstrahlung oder in Zukunft auch Freie-Elektronen-Laser an. In der Grundlagenforschung haben sie aber bereits völlig neue Möglichkeiten zur Untersuchung von Vorgängen in der Atomhülle oder zur direkten Sichtbarmachung einzelner Schwingungen eines Lichtfelds eröffnet.
Der kürzeste bisher erzeugte Attosekundenpuls hatte eine Dauer von etwa 43 Attosekunden.